# Crocallis bacalladoi
Crocallis bacalladoi là một loài bướm đêm trong họ Geometridae.